# 董福利
董福利（とう ふくり、1969年2月7日 - ）は、中国の河北省・唐山市出身の女子車いすテニス選手。自己最高ランクはシングルスが11位、ダブルスは25位。彼女が7歳だった1976年に起きた唐山地震により、父と同時に彼女自身の右足も失った。その後は専門学校を卒業し、義足を使用してかつて父も働いていた唐山市の園林局に就職した。あるとき車いすテニスコーチに偶然出会い誘われたのを理由に車いすテニスを始め、中国を代表する選手にまでなった。
2004年のアテネパラリンピックには中国初となる車いすテニス選手として出場し、女子シングルの1回戦でカナダのヘレン・シマールに勝利したが2回戦でタイのサコーン・カンタシットに敗れている。2008年には北京パラリンピックに出場し、女子シングルス1回戦で日本の八筬美恵を破り、2回戦でもフランスのアルレット・ラシヌーも破ったものの準々決勝でオランダのエステル・フェルヘールに敗れた。また、女子ダブルスにも胡丹丹と共に出場し1回戦で韓国の洪英淑、黄明姫ペアを破ったが2回戦でオランダのコリー・ホーマン、シャロン・ワルラヴェンペアに敗れている。
また、中国国内の身体障害者事業にも積極的であり、2000年には故郷の唐山市に唐山市テニストレーニングセンターを開き障害者に対しては無料でテニスを教えている。
2020年東京オリンピックに中国のチームコーチとして出場し、チームメンバーの朱珍珍が4位を取った。